# Shane Moody-Orio
Shane Moody-Orio (sinh ngày 7 tháng 8 năm 1980 ở Corozal) là một thủ môn bóng đá người Belize, thi đấu cho Belmopan Bandits tại Belize First division.

## Sự nghiệp câu lạc bộ
Sau khi thi đấu cho nhiều đội bóng ở Belize, Moody gia nhập đội bóng Costa Rica Puntarenas năm 2005.
Hiện tại anh thi đấu với cùng với Belmopan Bandits.

## Sự nghiệp quốc tế
Anh là thủ môn số một của Đội tuyển bóng đá quốc gia Belize, có màn ra mắt năm 2000 trước Guatemala. Anh tham gia vòng loại giải vô địch bóng đá thế giới Saint Kitts và Nevis và sau đó México, nhận được một số lời khen là một cầu thủ trưởng thành trong một đội bóng trẻ và có hạn.
Tính đến tháng 7 năm 2013, anh ra sân 23 lần.